# Drei Klavierstücke (Sinding)
Drei Klavierstücke is een verzameling werkjes van Christian Sinding, geschreven voor piano solo. Deze werkjes componeerde Sinding aan de lopende band, ze verdwenen bijna allemaal in de la of op de plank.
De drie deeltjes zijn:
1. En printemps (allegretto)
2. Nocturne (andante dolorosa)
3. Humoresque (allegretto)